# Lelant
Lelant är en by i civil parish St. Ives, i distriktet Cornwall, i grevskapet Cornwall, i England. Byn är belägen 29,6 km från Truro. Orten har 1 024 invånare (2015). Uny Lelant var en civil parish fram till 1934 då den blev en del av St Ives och Ludgvan. Civil parish hade 1 733 invånare år 1931.